# Velupillai Prabhakaran
Thiruvenkadam Velupillai Prabhakaran (in lingua tamil வேலுப்பிள்ளை பிரபாகரன்; Valvettithurai, 26 novembre 1954 – 18 maggio 2009) è stato un guerrigliero cingalese di etnia tamil.
È stato il fondatore e leader delle Tigri Tamil (LTTE, ossia Tigri per la liberazione della patria Tamil), un gruppo militante nazionalista tamil che ha condotto una campagna secessionista contro il governo dello Sri Lanka dal 1970, al fine di creare uno Stato per il popolo Tamil chiamato Tamil Eelam.
Fondato nel 1976, l'LTTE ha portato avanti una campagna secessionista confluita nella guerra civile dello Sri Lanka scoppiata nel 1983 e durata fino al 2009. Dal 2001 le Tigri Tamil controllarono vaste aree del territorio a nord e a est dello Sri Lanka, e Prabhakaran divenne il leader indiscusso di questo autoproclamato Stato. Dopo che i trattati di pace si interruppero, nel 2006 l'esercito nazionale dello Sri Lanka avviò una campagna militare contro Prabhakaran. È stato ucciso nel 2009 mentre cercava di fuggire in India dopo la caduta dei ribelli. È stato accusato di vari crimini di guerra dall’Onu, tra cui l'arruolamento di bambini soldato. Secondo alcune fonti nel 2009 l'ultimo figlio, di 12 anni, fu fucilato dai militari dello Sri Lanka dopo essersi arreso, mentre altri riferiscono sia stato ucciso dalle sue guardie del corpo.